# کوتلیاروو
کوتلیاروو (انگلیسی: Kutliyarovo) یک شهرک در شهرستان بورایفسکی باشقیرستان کشور روسیه است.